# Cussy-les-Forges
Cussy-les-Forges es una localidad y comuna francesa situada en la región de Borgoña, departamento de Yonne, en el distrito de Avallon y cantón de Guillon.

## Demografía
| 586 | 658 | 668 | 764 | 740 | 763 | 730 | 706 | 665 | 619 | 632 | 627 | 632 | 610 | 643 | 662 | 674 | 643 | 651 | 639 | 544 | 502 | 486 | 514 | 479 | 390 | 400 | 329 | 314 | 286 | 291 | 305 | 328 |
| Para los censos de 1962 a 1999 la población legal corresponde a la población sin duplicidades (Fuente: INSEE [Consultar]) |     |     |     |     |     |     |     |     |     |     |     |     |     |     |     |     |     |     |     |     |     |     |     |     |     |     |     |     |     |     |     |     |